# ۱۲۷۹ (خورشیدی)
۱۲۷۹ هزار و دویست و هفتاد ونهمین سال هجری خورشیدی سالی عادی است.

## رویدادها
- ۱۷ بهمن - کشف گور باستانی آکروپل (en) توسط ژاک دو مورگان در شوش

## زادروزها
- کریم کشاورز : مترجم و داستان‌نویس ایرانی.
- محمدتقی بهلول، عارف ایرانی
- نصرالله انتظام : سیاستمدار ایرانی.
- ۲۵ فروردین - محمد حجازی، نویسنده، رمان‌نویس، نمایشنامه‌نویس، مترجم، سیاست‌مدار و روزنامه‌نگار ایرانی